# Lauri Törni
Lauri Törni bio je finski vojnik koji je služio u trima vojskama, finskoj vojsci i Waffen SS-u tijekom drugog svjetskog rata, te američkoj vojsci tijekom vijetnamskog rata. Višestruko odlikovan, posmrtno je promaknut u bojnika i pokopan na američkom nacionalnom groblju Arlington.